# تئاتر ملی اسلو

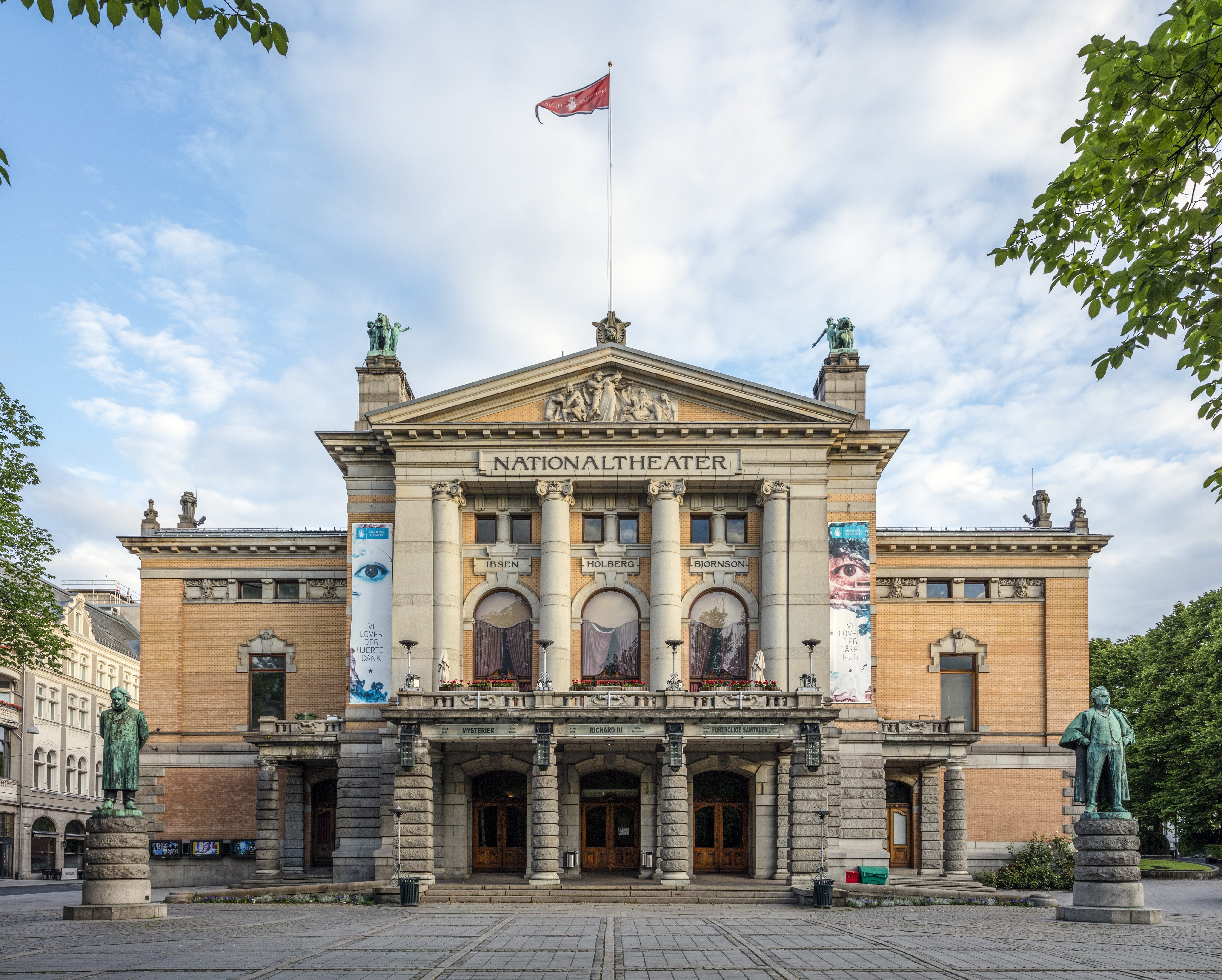
نمایی بیرونی از عمارت تئاتر ملی اسلو

تئاتر ملی اُسلو (به نروژی: Nationaltheatret)، در اسلو، پایتخت نروژ، واقع شده؛ و در کنار صحنه ملی و اپرا و باله ملی نروژ، یکی از ۳ مؤسسه اصلی تئاتر در نروژ است که ۱۰۰ در صد بودجه رسمی آن توسط دولت نروژ تأمین می‌گردد. وزارت فرهنگ نروژ مالک این تئاتر است. 
تئاتر ملی اُسلو، در اول سپتامبر ۱۸۹۹ میلادی با مدیریت بیورن بیورنسون، پسر بیورنستیرنه بیورنسون، شاعر سرشناس نروژی، به عنوان اولین مدیر مؤسسه، افتتاح شد. عمارت اصلی تئاتر ملی اسلو در سبک معماری باروک، با طرح و معماری هنریک بول ساخته‌شده‌است.

## نگارخانه

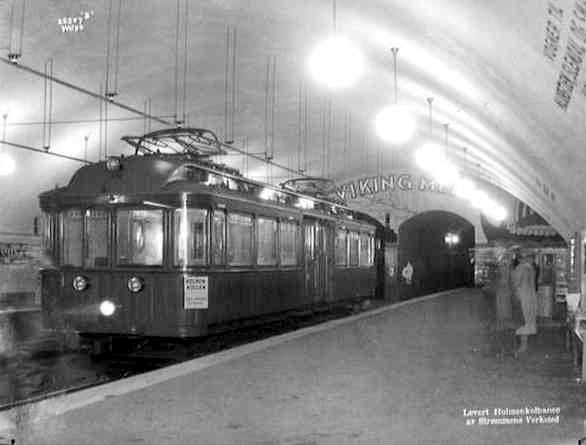
ایستگاه ترن زیر زمینی تئاتر ملی اسلو در سال ۱۹۲۸ میلادی